# Ligüers (Dordonya)
Ligüers (en francès Ligueux) és un municipi francès situat al departament de la Dordonya i a la regió de la Nova Aquitània.

## Demografia
| 1962                                       | 1968 | 1975 | 1982 | 1990 | 1999 | 2007 |
| ------------------------------------------ | ---- | ---- | ---- | ---- | ---- | ---- |
| 275                                        | 266  | 211  | 219  | 223  | 204  | 254  |
| Des de 1962: població sense dobles comptes |      |      |      |      |      |      |

## Administració
| Període   | Identitat          | Partit |
| --------- | ------------------ | ------ |
| 1965-1971 | Jacques Mègre      |        |
| 1971-1977 | Louis Maigre       |        |
| 1977-2001 | Augustin Laurent   | PCF    |
| 2001-     | Sylviane Labrousse |        |